# Selo pri Žirovnici
Selo pri Žirovnici este o localitate din comuna Žirovnica, Slovenia, cu o populație de 294 de locuitori.